# Юйпін-Дунський автономний повіт
27°14′27″ пн. ш. 108°54′53″ сх. д. / 27.24074° пн. ш. 108.91464° сх. д.
Юйпін-Дунський автономний повіт (кит. 玉屏侗族自治县, пін. Yùpíng Dòngzú Zìzhìxiàn) — один із повітів КНР у складі префектури Тунжень, провінція Ґуйчжоу. Адміністративний центр — містечко Пінсі.

## Географія
Юйпін-Дунський автономний повіт простягається уздовж долини річки Уянхе на південному сході префектури.

### Клімат
Повіт знаходиться у зоні, котра характеризується вологим субтропічним кліматом. Найтепліший місяць — липень із середньою температурою 27,2 °C. Найхолодніший місяць — січень, із середньою температурою 5,2 °С.
| Клімат повіту Юйпін-Дун | Клімат повіту Юйпін-Дун | Клімат повіту Юйпін-Дун | Клімат повіту Юйпін-Дун | Клімат повіту Юйпін-Дун | Клімат повіту Юйпін-Дун | Клімат повіту Юйпін-Дун | Клімат повіту Юйпін-Дун | Клімат повіту Юйпін-Дун | Клімат повіту Юйпін-Дун | Клімат повіту Юйпін-Дун | Клімат повіту Юйпін-Дун | Клімат повіту Юйпін-Дун | Клімат повіту Юйпін-Дун |
| Показник                | Січ.                    | Лют.                    | Бер.                    | Квіт.                   | Трав.                   | Черв.                   | Лип.                    | Серп.                   | Вер.                    | Жовт.                   | Лист.                   | Груд.                   | Рік                     |
| Середній максимум, °C   | 8,7                     | 10,9                    | 15,6                    | 22,1                    | 26,6                    | 29,5                    | 32,5                    | 32,3                    | 28,6                    | 22,3                    | 17,3                    | 11,6                    | 21,5                    |
| Середня температура, °C | 5,2                     | 7,2                     | 11,1                    | 16,9                    | 21,3                    | 24,7                    | 27,2                    | 26,7                    | 23,0                    | 17,6                    | 12,6                    | 7,5                     | 16,8                    |
| Середній мінімум, °C    | 2,8                     | 4,7                     | 8,1                     | 13,4                    | 17,6                    | 21,3                    | 23,4                    | 22,8                    | 19,4                    | 14,6                    | 9,6                     | 4,6                     | 13,5                    |
| Норма опадів, мм        | 43.8                    | 49.9                    | 77                      | 116.2                   | 170.9                   | 181.7                   | 158.2                   | 122.4                   | 77.3                    | 91.3                    | 60.8                    | 35.8                    | 1185.3                  |
| Вологість повітря, %    | 81                      | 80                      | 80                      | 80                      | 80                      | 81                      | 78                      | 78                      | 78                      | 81                      | 79                      | 78                      | 79.5                    |
| ----------------------- | ----------------------- | ----------------------- | ----------------------- | ----------------------- | ----------------------- | ----------------------- | ----------------------- | ----------------------- | ----------------------- | ----------------------- | ----------------------- | ----------------------- | ----------------------- |
| Джерело: data.cma.cn    |                         |                         |                         |                         |                         |                         |                         |                         |                         |                         |                         |                         |                         |